# Régiment de Beauce (1762)
Pour les articles homonymes, voir Régiment de Beauce (homonymie).
Le régiment de Beauce est un régiment d’infanterie du royaume de France créé en 1673.

## Création et différentes dénominations
- 30 octobre 1673 : création du régiment d'Huxelles
- 22 janvier 1675 : renommé régiment du Plessis-Bellière
- 24 février 1692 : renommé régiment de Montsoreau
- 26 octobre 1704 : renommé régiment de Vaudreuil
- 5 septembre 1706 : renommé régiment de Sourches
- 14 juin 1718 : renommé régiment de Saint-Simon
- 25 novembre 1734 : renommé régiment de Puyguyon
- 9 août 1742 : renommé régiment de Revel
- 2 janvier 1745 : renommé régiment de Talaru
- 18 février 1749 : renforcé par incorporation du régiment de Beauce
- 15 janvier 1758 : renommé régiment d'Aumont
- 10 décembre 1762 : renommé régiment de Beauce, au nom de cette province
- 1er janvier 1791 : renommé 68e régiment d’infanterie de ligne
- 29 juillet 1794 : le 2e bataillon est amalgamé dans la 128e demi-brigade de première formation
- 22 septembre 1794 : le 1er bataillon est amalgamé dans la 127e demi-brigade de première formation

## Équipement

### Drapeaux
3 drapeaux dont un blanc colonel, et 2 d’ordonnance, « jaunes dans 2 quarrez, & rouges & violets aux deux autres, & croix blanches ».

Drapeaux d’ordonnance
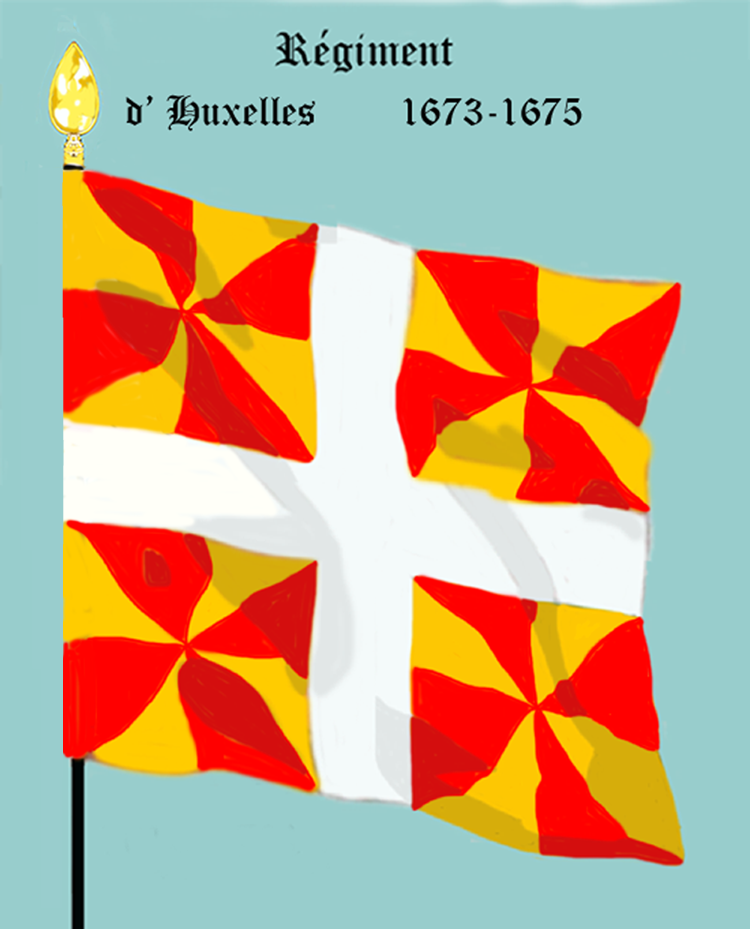
régiment d’Huxelles de 1673 à 1675
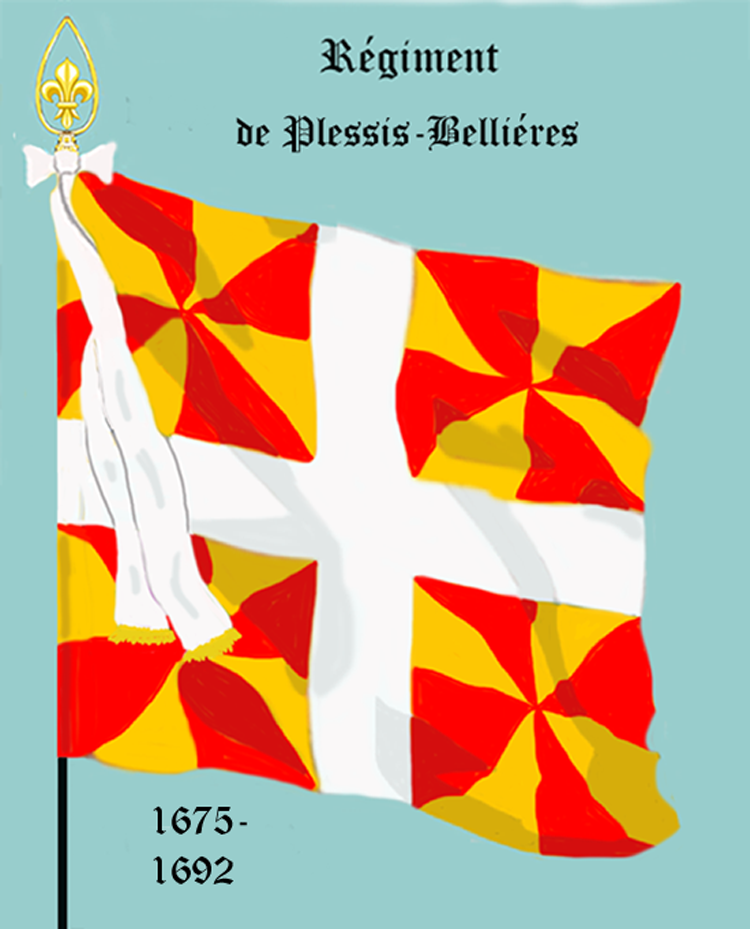
régiment de Plessis-Bellières de 1675 à 1692
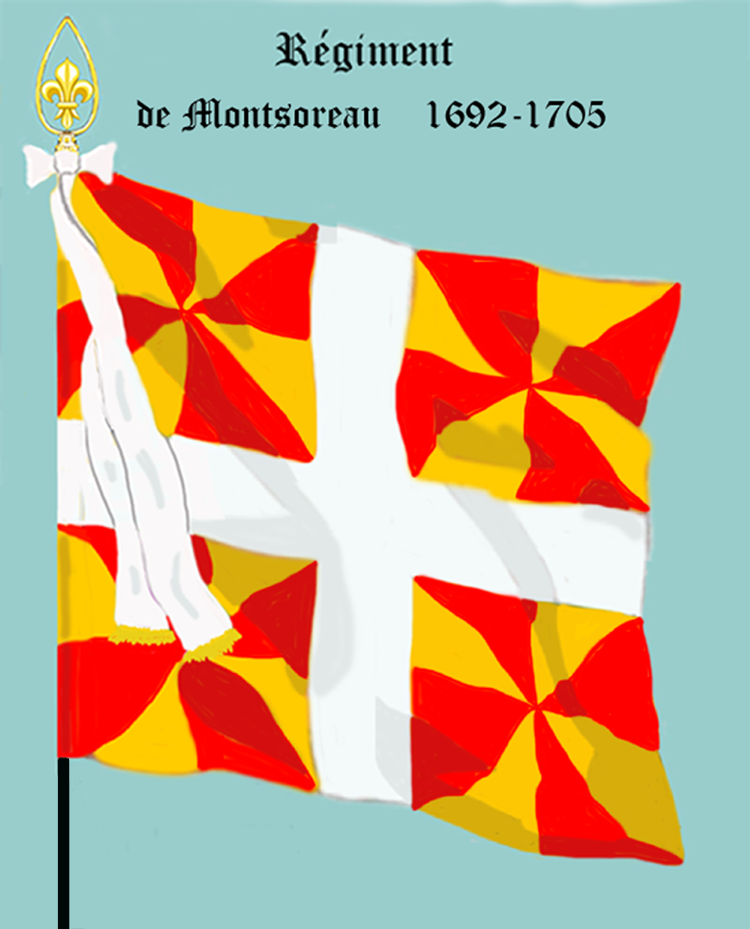
régiment de Montsoreau de 1692 à 1704

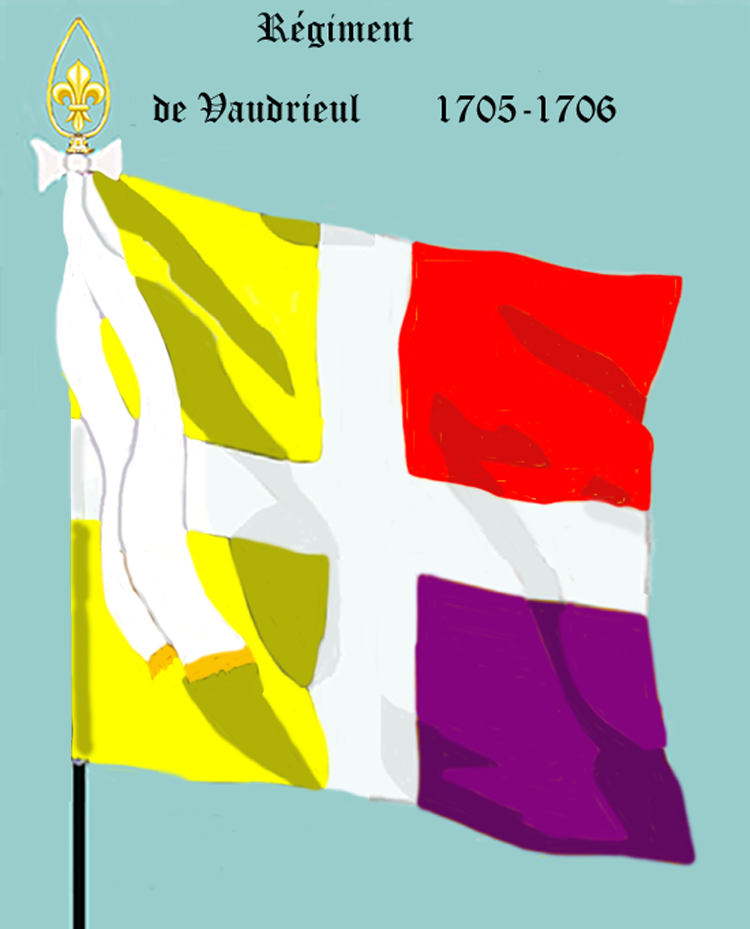
régiment de Vaudreuil de 1704 à 1706
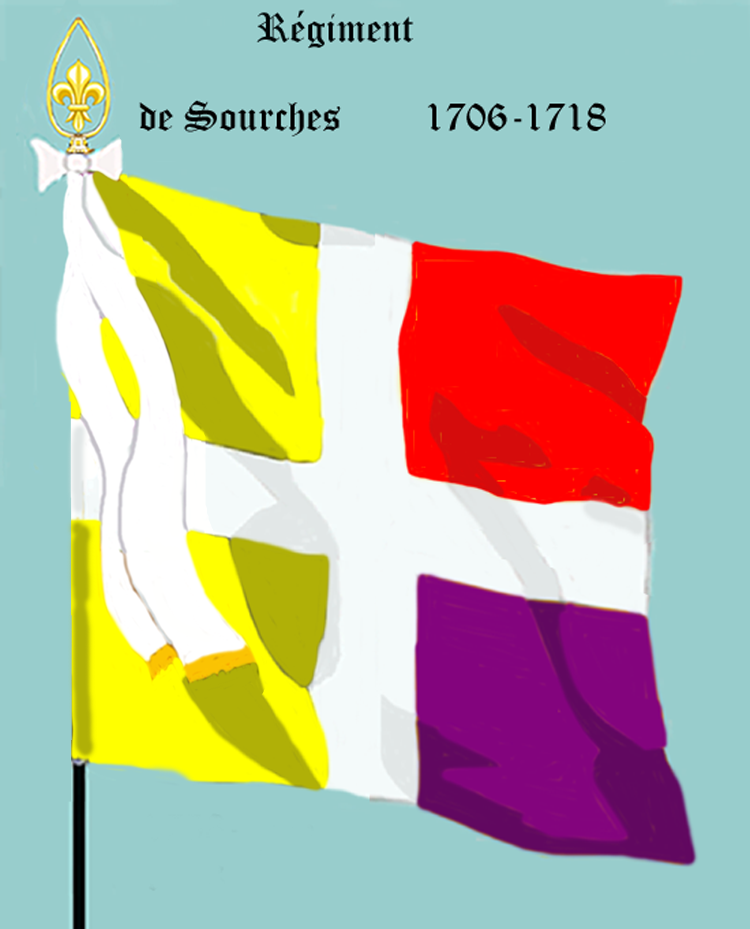
régiment de Sourches de 1706 à 1718
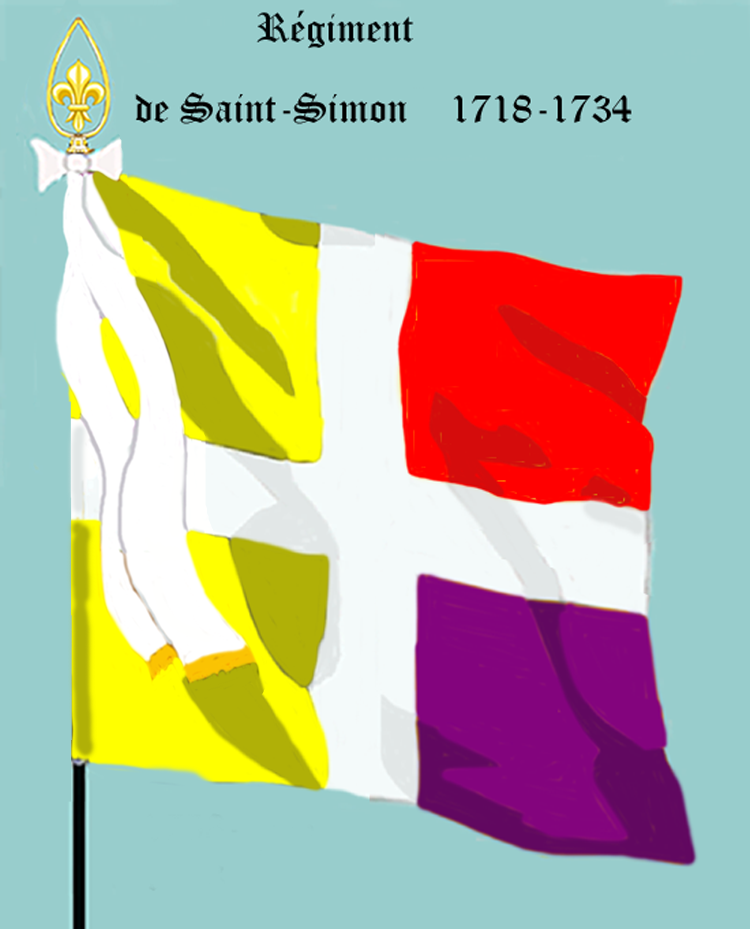
régiment de Saint-Simon de 1718 à 1734
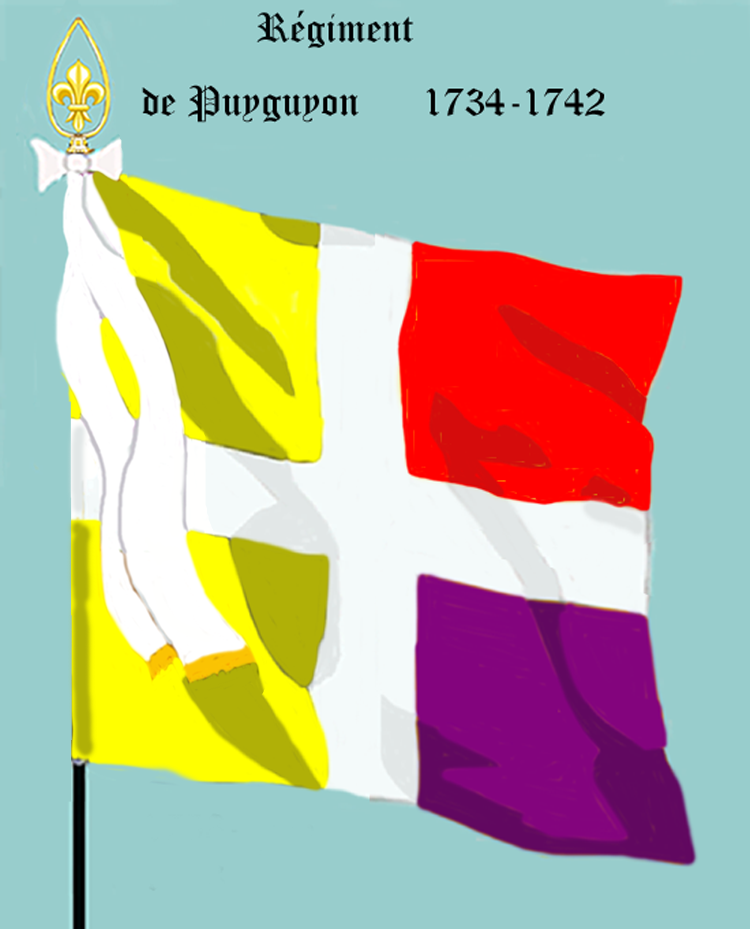
régiment de Puyguyon de 1734 à 1742

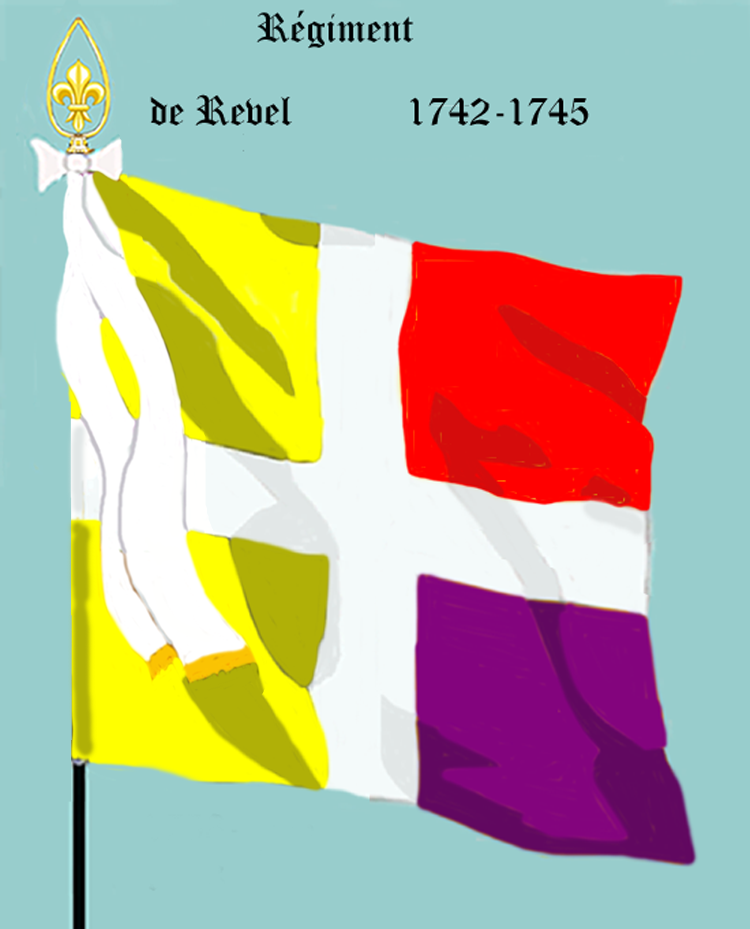
régiment de Revel de 1742 à 1745
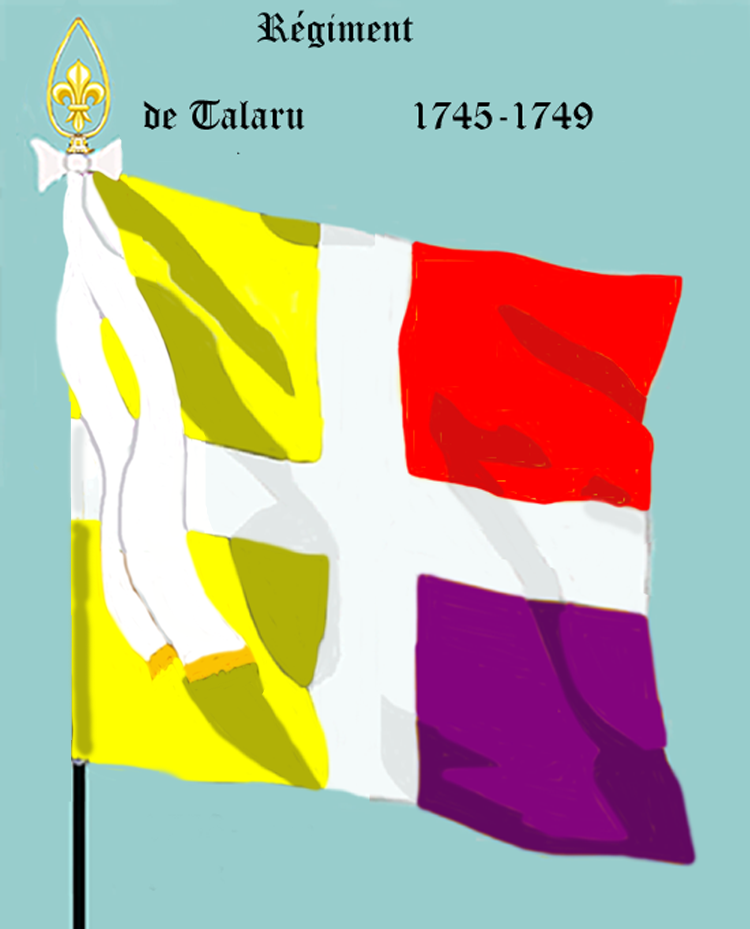
régiment de Talaru de 1745 à 1758
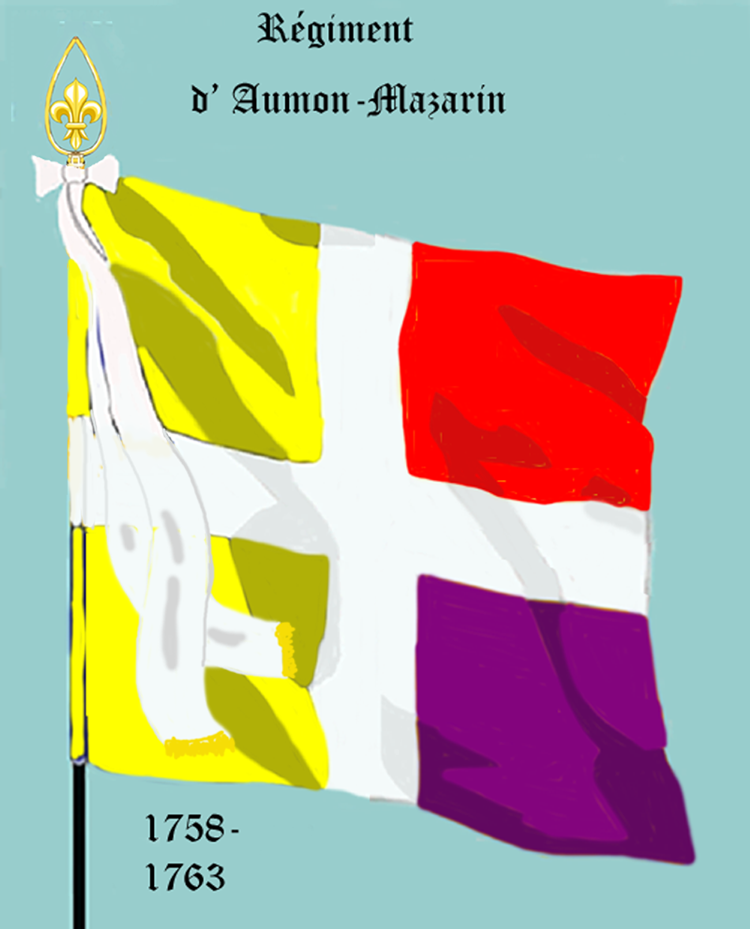
régiment d’Aumont de 1758 à 1763
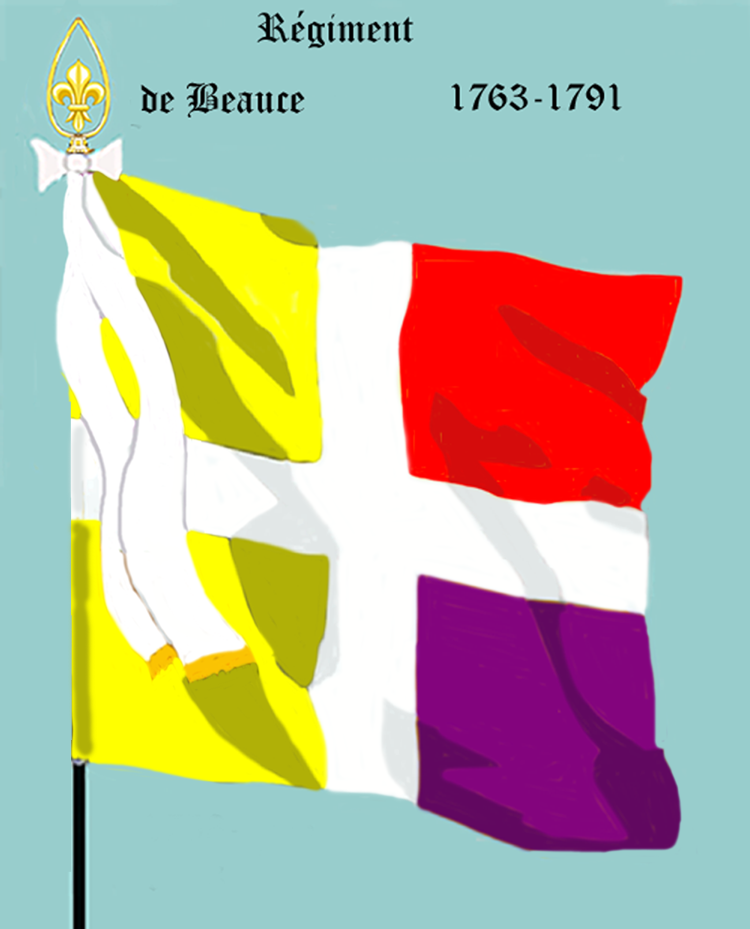
régiment de Beauce de 1763 à 1791

### Habillement

Uniformes
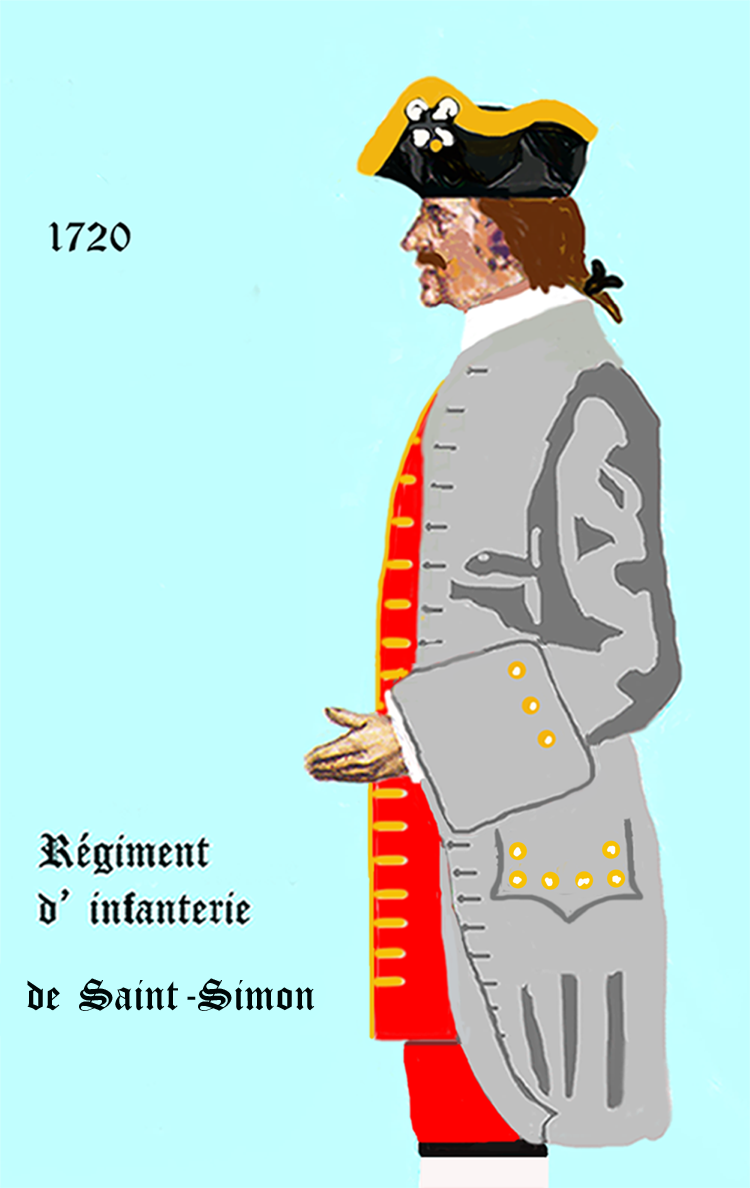
régiment de Saint-Simon de 1720 à 1734
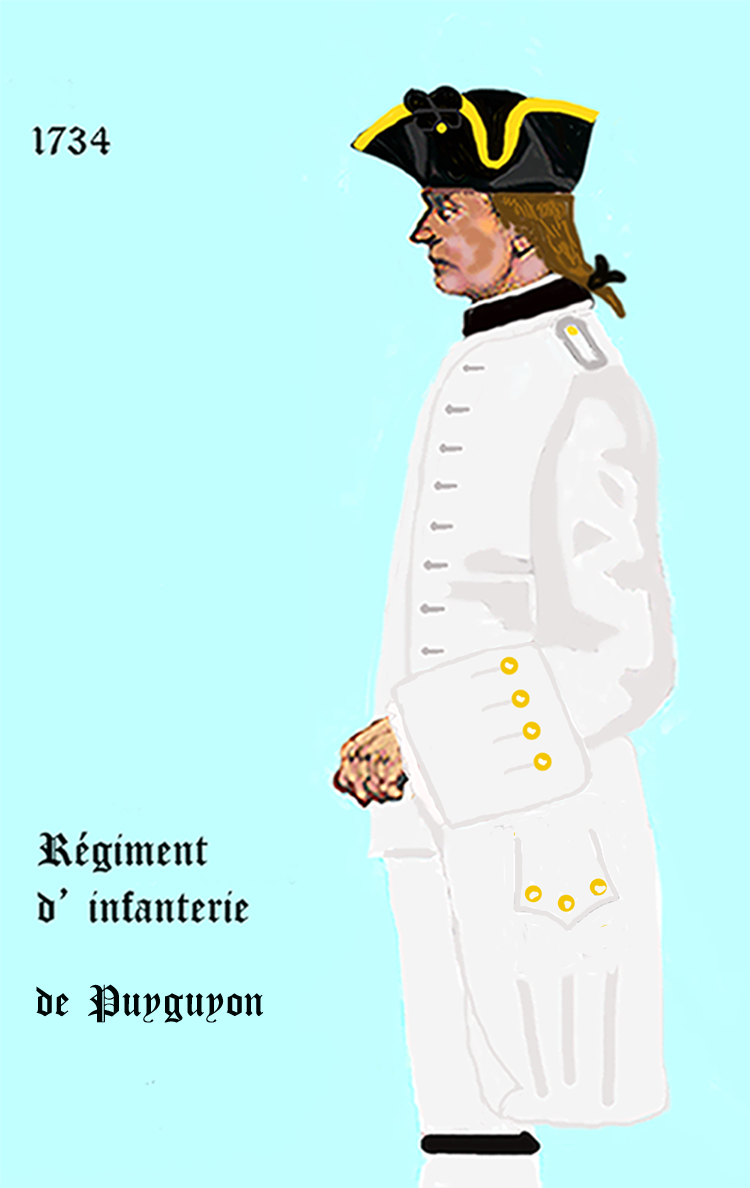
de 1734 à 1762
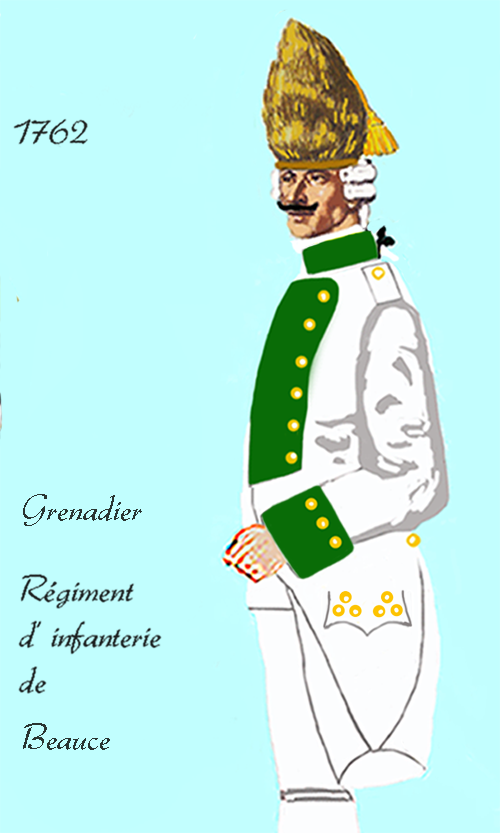
grenadier, de 1762 à 1767
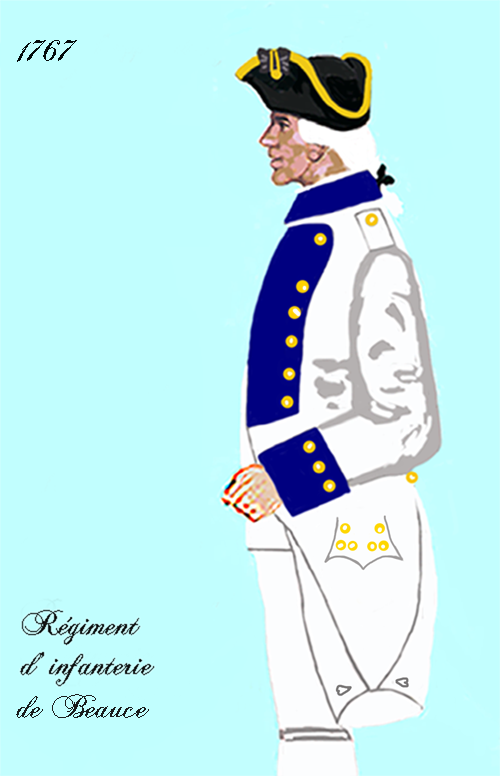
régiment de Beauce de 1767 à 1776

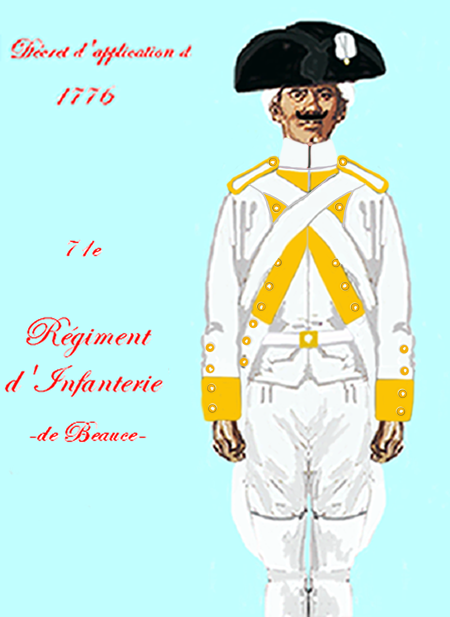
régiment de Beauce de 1776 à 1779
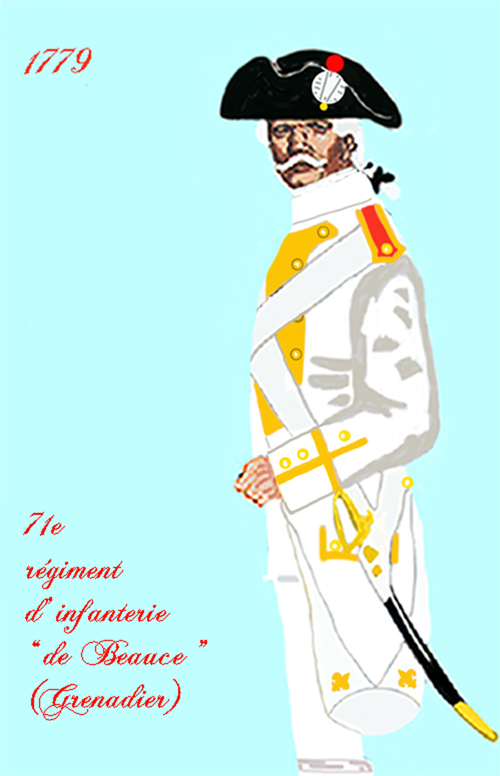
régiment de Beauce de 1779 à 1791
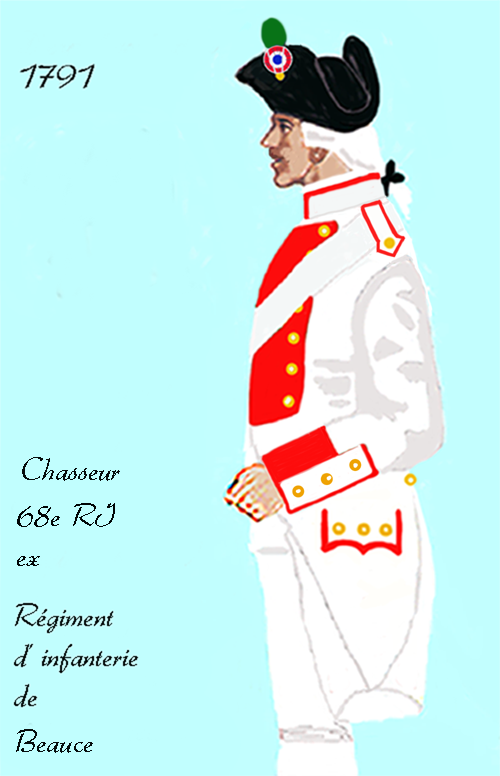
68e régiment d’infanterie de ligne de 1791 à 1792
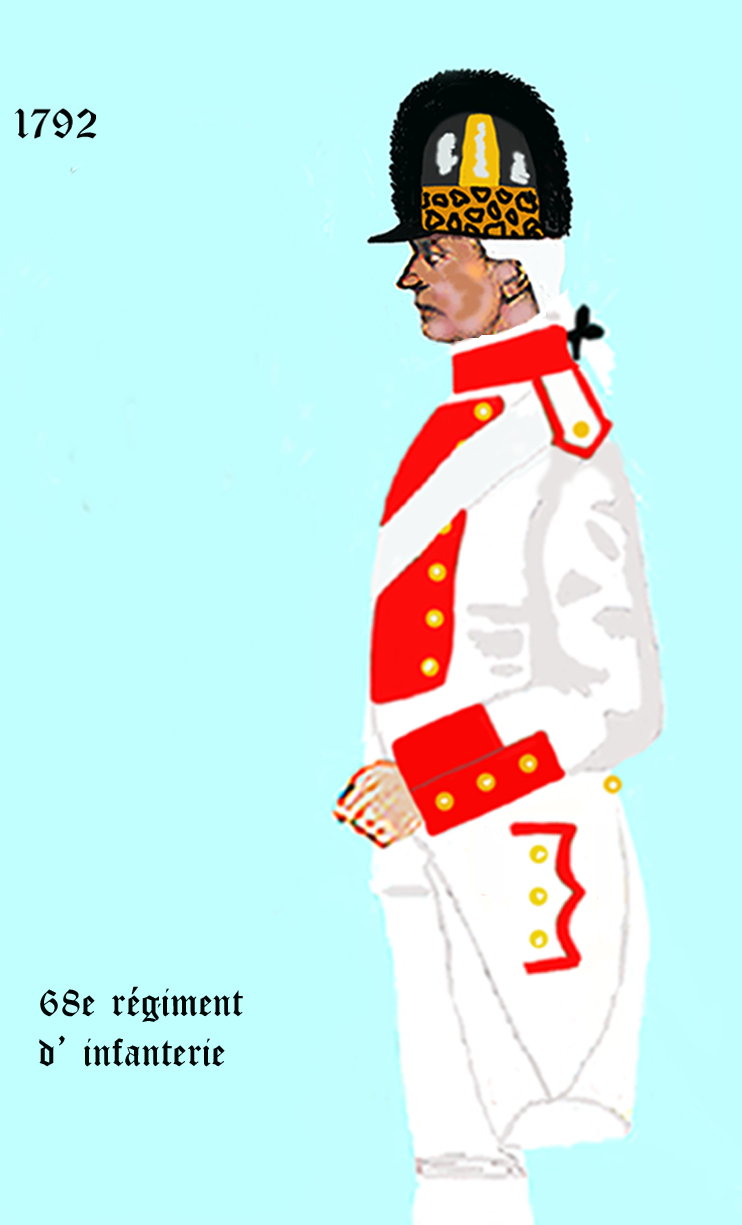
68e régiment d’infanterie de ligne après 1792

## Historique

### Colonels et mestres de camp
- 30 octobre 1673 : Nicolas du Blé, marquis d’Huxelles, brigadier le 25 février 1677, maréchal de camp le 30 mars 1683, lieutenant général le 24 août 1688, maréchal de France le 14 janvier 1703, † 10 avril 1730
- 22 janvier 1675 : Henri François de Rougé, chevalier puis marquis du Plessis-Bellière[2] vers 1690 (mort de son frère), brigadier le 10 mars 1690, maréchal de camp le 6 novembre 1691, † février 1692
- 24 février 1692 : Louis du Bouchet de Sourches, comte de Montsoreau
- 26 octobre 1704 : N. de Rigaud, marquis de Vaudreuil
- 5 septembre 1706 : Louis François du Bouchet, chevalier puis comte de Sourches, brigadier le 26 octobre 1704, maréchal de camp le 8 mars 1718, lieutenant général le 20 février 1734, † 29 mars 1756
- 14 juin 1718 : Henri de Rouvroy, marquis de Saint-Simon, brigadier le 20 février 1734, maréchal de camp le 18 octobre 1734, † 18 janvier 1739
- 25 novembre 1734 : Charles François de Granges de Surgères, marquis de Puyguyon
- 9 août 1742 : François de Broglie, comte de Revel, brigadier le 20 mars 1747, † 6 novembre 1757
- 2 janvier 1745 : César Marie de Talaru de Chalmazel, marquis de Talaru, brigadier le 10 mai 1748, maréchal de camp le 20 février 1761
- 15 janvier 1758 : Louis Guy Marie d’Aumont, duc de Mazarin, maréchal de camp le 20 mai 1768, lieutenant général le 20 mai 1791, † 20 octobre 1799
- 1er décembre 1762 : Jean Frédéric, chevalier de La Tour du Pin la Charce
- 13 avril 1780 : Henri Antoine Hippolyte de Lauzières, marquis de Thémines
- 1er mars 1784 : Amable Charles Hennequin, chevalier d’Ecquevilly
- 13 mai 1785 : François Rose Barthélémy de Bessejouls, marquis de Roquelaure
- 30 octobre 1791 : Étienne Nicolas Marie, marquis de Rochefontaine
- 23 novembre 1791 : Louis Antoine Choin, baron de Montchoisy[Note 1]
- 8 mars 1793 : Anne Joseph Frédéric, chevalier de Seyssel de Beauretour

### Autres officiers
- 15 décembre 1741 : François de Chevert, brigadier le 15 décembre 1741, lieutenant général le 20 mai 1748, † 24 janvier 1769

### Campagnes et batailles
- 1734 : la bataille de San Pietro

Le régiment a fait la campagne de 1761 sur les côtes, et en 1762, le 1er bataillon fut envoyé au Portugal et assista au siège d’Almeida. 
Lors de la réorganisation des corps d'infanterie français de 1762, le régiment d’Aumont conserve ses deux bataillons et est affecté au service de la Marine et des Colonies et à la garde des ports dans le royaume et prend le nom de régiment de Beauce. L'ordonnance arrête également l'habillement et l'équipement du régiment comme suit. Habit, veste et culotte blancs, parements, revers et collet verts, pattes ordinaires plus échancrées, garnies de cinq boutons dont un à chaque coin et un dans le milieu, trois sur la  manche, quatre au revers et quatre au-dessous : boutons jaunes, avec le no 54. Chapeau bordé d'or.
Après la paix, le régiment fut affecté au service des ports et colonies : il cessa d’être régiment de gentilshommes et prit le titre de Beauce. Le 2e bataillon a quitté Saintes au commencement de 1763 pour aller à Carcassonne, où il fut rejoint par le 1er bataillon rentrant d’Espagne. Après leur réunion, le régiment partit pour Toulon, d’où il est allé à Neuf-Brisach en novembre 1767, au camp de Verberie en juillet 1769, à Landrecies et Avesnes au mois d’août suivant, et en Corse en octobre 1770.
Revenu à Toulon en juillet 1774, il détache son 2e bataillon à Marseille en août 1775, et se met tout entier en route pour Strasbourg en octobre 1776. Il est allé ensuite à Arras en novembre 1777, au  Havre en février 1778, à Lisieux en novembre 1779, à Valognes et Saint-Lô en août 1780. Il fournit durant la guerre d’indépendance des détachements pour la garnison des vaisseaux du comte de Grasse. De nombreux textes témoignent de l’engagement de ces hommes durant les multiples affrontements contre la flotte anglaise. Un de ces détachements se trouve notamment au cœur d’un combat naval en avril 1782, entre la flotte française et celle de l’amiral Rodney.

2 soldats de ce régiment sont morts aux États-Unis durant guerre d'indépendance des États-Unis.
Le 68e régiment d’infanterie de ligne a fait les campagnes de 1792 à 1794 aux armées du Nord et de la Moselle. Ce régiment était au camp de Merles, le 23 floréal an II (12 mai 1794).

### Quartiers
- citadelle de Lille[1]